# Хафъз бей вила
Хафъз бей вила (на гръцки: Βίλα Χαφίζ Μπέη) или Хасан бей вила (Χασάν Μπέη Βίλα) е историческа постройка в град Солун, Гърция. Днес в нея се помещава Солунското училище за слепи.

## Местоположение
Сградата е разположена в южния квартал Пиргите, на булевард „Василиса Олга“ № 32.

## История
Построена е в 1879 година по проект на известния гръцки архитект Ксенофон Пеонидис като резиденция на Хафъз бей. В 1884 година става собственост на Селим бей и Ахме Ханъм, а в 1890 година е закупена от Яков Саул Модиано, за да бъде продадена след година на Емин Лютфи ефенди. През 1893 година дъщерите на Осман Нури Ефенди и съпругата му с децата на Ибрахим Етем Ефенди наследяват имота, за да го продадат същата година на Давид и Авраам Ляци Торес. В 1900 година е поета от Сара Торес, съпругата на Давид Торес, която в 1901 година я продава на Ахмед ефенди Прищина от Вучитрън. През 1905 година, след смъртта на Ахмет Ефенди, имението става собственост на съпругата му Незимсе и тримата му синове на Хасан-Тахсин, Омер-Февзи и Якуп-Незип. През 1910 година Хасан ипотекира дела си в Източната банка и впоследствие той става нейно притежание. В 1936 - 1941 година в сградата се помещава детската градина „Агиос Стилианос“. По време на Втората световна война е иззета и използвана от германците. От 1948 година сградата се използва от Солунското училище за слепи.

## Описание
В архитектурно отношение подобно на другите си сгради Пеонидис използва елементи на барок и рококо, но ги адаптира към любимия си неокласически стил. Сградата се състои от два етажа и мазе и се отличава с пищна декорация. Подобно на много сгради от епохата в Пиргите Хафъз бей вила се отличава с пълна симетрия по оста север - юг. Забележителни са детайлите на фасадата - фалшиви пиластри, фронтони с декоративни ключове, флорални декорации върху преградите на отворите и декоративни хоризонтални ивици.. Оригиналният интериор е унищожен при пожар в 1947 година.